# L'Intrépide (aérostat)
Pour les articles homonymes, voir L'Intrépide.
L'Intrépide est le premier ballon à hydrogène utilisé par la 2e compagnie d'aérostiers, et le plus vieil aéronef conservé en Europe.
L'Intrépide était le plus grand de deux ballons fabriqués par le Corps aérostatique en juin 1795, l'autre étant l'Hercule.
Les deux ballons sont utilisés en 1796 par la 1re compagnie d'aérostiers rattachée à l'armée de Sambre-et-Meuse dirigée par Jourdan. Lors de la défaite à la bataille de Würzbourg, les Autrichiens font prisonniers les aérostiers, s'emparent du ballon et le rapportent à Vienne.
L'enveloppe du ballon est en soie et à peu près sphérique, avec un diamètre de 9,08 mètres. La nacelle est en bois ; très exiguë, elle mesure 1,14 mètre de long sur 0,75 de large et 1,05 mètre de hauteur,. L'enveloppe exposée au musée d'histoire militaire de Vienne est une reproduction, l'original reposant dans une vitrine à proximité.